# 胡戈·扬克
胡戈·扬克（瑞典語：Hugo Jahnke，1886年3月6日—1939年1月12日），生于斯德哥尔摩，瑞典男子体操运动员。他曾获得1908年夏季奥运会体操比赛男子团体全能金牌。他于1939年在斯德哥尔摩去世。